# Лафонтен, Анри
Анри Лафонте́н (фр. Henri La Fontaine, 22 апреля 1854, Брюссель — 14 мая 1943, Брюссель) — бельгийский юрист, председатель Международного бюро мира с 1907 по 1943 год, лауреат Нобелевской премии мира 1913 года.

## Биография
Лафонтен родился в 1854 году в Брюсселе. В 1877 году, окончив Свободный университет Брюсселя со степенью доктора права, начал работать адвокатом в Брюссельском апелляционном суде. В 1893 году получил звание профессора международного права, а через два года был избран в бельгийский Сенат в качестве члена Социалистической партии. С 1919 по 1932 год занимал пост вице-председателя Сената. В 1895 году вместе с Полем Отле основал Палату документации (в 1907 сменившуюся Союзом международных ассоциаций), а позднее в сотрудничестве с ним создал систему классификации информации, получившую название Универсальная десятичная классификация. Вместе с Полем Отле являлся создателем информационного хранилища «Mundaneum», называемого также «город знаний».
Будучи интернационалистом, Лафонтен выступал сторонником Лиги Наций, а также высказывался в пользу разоружения и решения международных споров путём арбитража. Он участвовал в деятельности Международного бюро мира, где с 1907 года занимал пост председателя. За свою деятельность в 1913 году был удостоен Нобелевской премии мира «как истинный лидер народного движения за мир в Европе». Лафонтен был членом бельгийской делегации на Парижской мирной конференции 1919 года, а также представлял свою страну на ассамблее Лиги Наций в 1920 году.
Он был инициирован в брюссельской масонской ложе «Les Amis Philanthropes» № 1 Великого востока Бельгии. Он также был одним из основателей Бельгийской федерации Международного смешанного масонского ордена Право человека.
Скончался он в 1943 году в Брюсселе в возрасте 89 лет.
Изображён на бельгийской почтовой марке 1999 года.